# Walter (Mühlhausen)

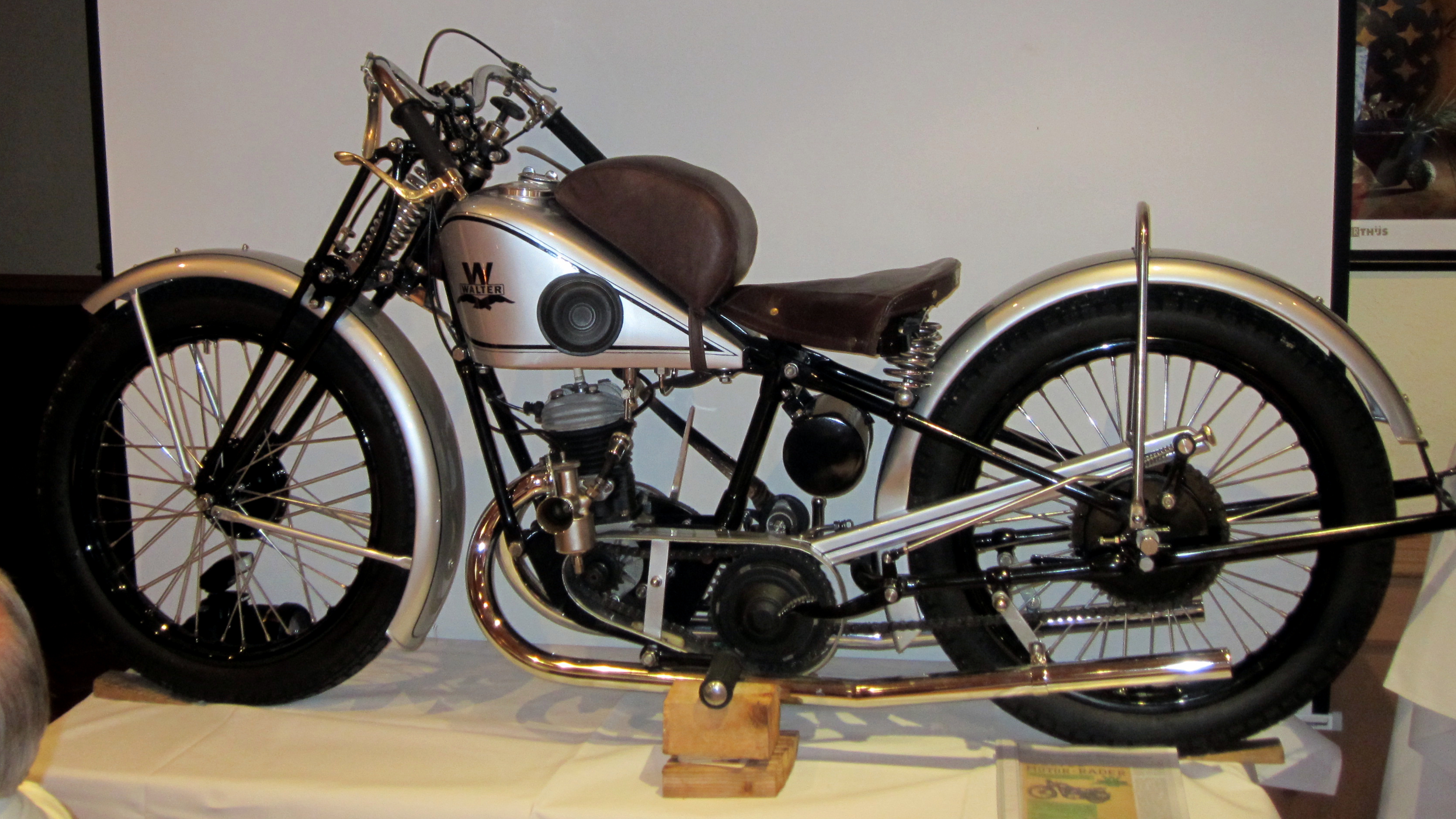
Walter 175 ccm

Walter is een Duits historisch merk van motorfietsen.
De bedrijfsnaam was Maschinen- & Fahrradfabrik Walter & Co. GmbH, Mühlhausen, Thüringen (1903-1942).
Duits merk dat aanvankelijk onder de naam Möve motorfietsen bouwde met Fafnir-viertaktmotoren. In de jaren twintig en dertig voornamelijk 173- tot 347 cc Villiers-tweetakten. Na 1935 werden er ook bromfietsen met 98 cc Sachs- en ILO-blokjes gemaakt. Na onteigening in 1956 werden onderdelen voor de Ifa gemaakt. Tegenwoordig is het bedrijf opgesplitst in een metaalbedrijf en een voertuigstoelenfabrikant.
- Er was nog een merk met deze naam, zie Walter (Praag).